# 彭显伦
彭显伦（1895年—1958年），中国人民解放军将领、中国人民解放军开国少将。
曾任前山东军区后勤部政委。1955年，授予中国人民解放军少将。1958年，在青岛逝世，终年63岁。